# ポンテクローネ
ポンテクローネ（伊: Pontecurone）は、イタリア共和国ピエモンテ州アレッサンドリア県にある、人口約3,700人の基礎自治体（コムーネ）。

## 地理

### 位置・広がり
| 隣接するコムーネは以下の通り。括弧内のPVはパヴィーア県所属を示す。 - カザルノチェート - カゼイ・ジェローラ (PV) - カステルヌオーヴォ・スクリーヴィア - リヴァナッツァーノ・テルメ (PV) - トルトーナ - ヴィグッツォーロ - ヴォゲーラ (PV) |

### 地震分類
イタリアの地震リスク階級 (it) では、3 に分類される
。